# Équipe cycliste Mercatone Uno (Italie)
Pour les articles homonymes, voir Équipe cycliste Mercatone Uno.
L'équipe cycliste Mercatone Uno est une ancienne équipe cycliste professionnelle italienne, créée en 1997 et dissoute en 2003. Ce fut notamment l'équipe de Marco Pantani qui réalisa le doublé Tour de France-Tour d'Italie en 1998.
Cette équipe ne doit pas être confondue avec la formation saint-marinaise qui porta le même nom de 1992 à 1995.

## Histoire de l'équipe
L'équipe Mercatone Uno est créée en 1997, par l'ancien directeur sportif de l'équipe italienne Carrera. La majorité des coureurs de cette dernière, dont Marco Pantani, rejoignent la Mercatone (les autres coureurs suivant le manager Davide Boifava dans la nouvelle équipe Asics).

## Principaux coureurs de l'équipe
- Marco Pantani (1997-2003)
- Roberto Conti (1997-1999 ; 2003)
- Massimo Podenzana (1997-2001)
- Stefano Garzelli (1997-2000)
- Marco Velo (1998-2001)
- Dimitri Konyshev (1998-1999)
- Igor Astarloa (2000-2001)

## Classements UCI par équipes
De 1997 à 2002, la Mercatone Uno est classée parmi les Groupes Sportifs I (GSI), la première division des équipes cyclistes professionnelles. Elle a été reléguée dans la division inférieure (GSII) en 2003. Les classements détaillés ci-dessous sont ceux de la formation Mercatone Uno en fin de saison.
| Année | Classement |
| 1997  | 11e (GSI)  |
| 1998  | 10e (GSI)  |
| 1999  | 6e (GSI)   |
| 2000  | 18e (GSI)  |
| 2001  | 22e (GSI)  |
| 2002  | 30e (GSI)  |
| 2003  | 8e (GSII)  |